# Sporting Clube de Portugal (rink hockey)
Actualités
Le club de Rink hockey du Sporting Clube de Portugal est l'une des sections du club omnisports du Sporting Clube de Portugal basé à Lisbonne.

## Histoire

### Un passé glorieux
Dans le passé, la section fut une référence au Portugal et en Europe, remportant lors de la saison 1976-1977, la Ligue des Champions de la discipline, soit la Coupe d'Europe la plus prestigieuse. Durant les années 1970, le Sporting remporte aussi quatre titres de champion national consécutifs. Les années 1980 et le début des années 1990 ont permis au Sporting de remporter quatre coupes d'Europe supplémentaire (une coupe CERS et trois coupes d'Europe des vainqueurs de coupe). Vainqueur d'une deuxième Coupe CERS en 2015, le Sporting reprend une place dans le top européen et confirme sa position dans les années qui suivent. En 2019, 42 ans après sa dernière victoire dans la compétition, le Sporting du Portugal remporte sa deuxième Ligue des Champions. La même année, le club remporte sa première Supercoupe Européenne. Le Sporting peut donc se venter d'avoir remporté toutes les Coupes d'Europe ayant existé en rink hockey. Deux années plus tard, le Sporting du Portugal répète sa victoire en Ligue des Champions et devient le club portugais le plus titré de la compétition.

### Le retour du Sporting (2010)
Ces dernières années, la section avait été abandonnée par le Sporting. La section a été rouverte en 2010-11, l'équipe du Sporting repartant en troisième division. Immédiatement, l'équipe monte en deuxième division. En 2011-12, l'équipe évolue en deuxième division et assure officiellement sa montée le 5 mai 2012 grâce à une belle victoire (5-3) sur le terrain de Turquei, deuxième de la zone sud. Le 23 juin 2012, le Sporting est sacré champion national de deuxième division, après avoir battu le club de Cambra, à l'aller (6-3) et au retour (8-3).
En 2012-2013, le Sporting fera donc son grand retour en première division.

### Le retour en première division (2012-2013)
Après un passage éclair en troisième et deuxième division, le Sporting fait son grand retour dans l'élite du rink hockey portugais en 2012-2013. Le 26 juin 2012, Artur Pereira, ancien joueur de la section, signe un contrat de 3 ans comme nouvel entraîneur de l'équipe. Avec un petit budget, et subissant le départ de son meilleur joueur et meilleur buteur de la saison précédente (Gonçalo Alves), le Sporting connaît une saison compliquée, mais parvient finalement à sauver sa place dans l'élite le 8 juin 2013 lors de la dernière journée au terme d'un renversement de situation incroyable : profitant des autres résultats, le Sporting avait juste besoin d'un match nul, mais s'est retrouvé mené 0-4 puis 1-5 face au 3e du championnat (Oliveirense), avant de réaliser un fantastique retournement, inscrivant 5 buts consécutifs pour mener 6-5, le score final étant de 6-6.

## Palmarès
| Compétitions nationales | Compétitions internationales |
| - Championnat du Portugal (9) - Champion : 1939, 1975, 1976, 1977, 1978, 1982, 1988, 2018 et 2021 - Coupe du Portugal (5) - Vainqueur : 1976, 1977, 1984, 1990 et 2025 - Supercoupe du Portugal (2) - Vainqueur : 1982 et 2015 - Championnat du Portugal de deuxième division (3) - Champion : 1970, 2004 et 2012 - Championnat du Portugal de troisième division (2) - Champion : 2000 et 2011 | - WSE Champions League (4) - Vainqueur : 1977, 2019, 2021 et 2024 - WSE Cup (2) - Vainqueur : 1984 et 2015 - WSE Continental Cup (2) - Vainqueur : 2019 et 2021 - Coupe d'Europe des vainqueurs de coupe (3) - Vainqueur : 1981, 1985 et 1991 |